# Liste der Baudenkmale in Lüneburg – Reitende-Diener-Straße
In der Liste der Baudenkmale in Lüneburg – Reitende-Diener-Straße sind Baudenkmale in der Reitende-Diener-Straße in der niedersächsischen Stadt Lüneburg aufgelistet. Die Quelle der IDs und der Beschreibungen ist der Denkmalatlas Niedersachsen. Der Stand der Liste ist der 23. Dezember 2021.

## Allgemein
In den Spalten befinden sich folgende Informationen:
- Lage: die Adresse des Baudenkmales und die geographischen Koordinaten. Kartenansicht, um Koordinaten zu setzen. In der Kartenansicht sind Baudenkmale ohne Koordinaten mit einem roten Marker dargestellt und können in der Karte gesetzt werden. Baudenkmale ohne Bild sind mit einem blauen Marker gekennzeichnet, Baudenkmale mit Bild mit einem grünen Marker.
- Bezeichnung: Bezeichnung des Baudenkmales
- Beschreibung: die Beschreibung des Baudenkmales. Unter § 3 Abs. 2 NDSchG werden Einzeldenkmale und unter § 3 Abs. 3 NDSchG Gruppen baulicher Anlagen und deren Bestandteile ausgewiesen.
- ID: die Objekt-ID des Baudenkmales
- Bild: ein Bild des Baudenkmales, ggf. zusätzlich mit einem Link zu weiteren Fotos des Baudenkmals im Medienarchiv Wikimedia Commons. Wenn man auf das Kamerasymbol klickt, können Fotos zu Baudenkmalen aus dieser Liste hochgeladen werden:

## Baudenkmale
In den Reihenhäusern 9 bis 17 wohnten die Angehörigen der Schutz- und Ehrentruppe des Rates der Stadt Lüneburg, die Reitenden Diener. Diese Häusergruppe wurde 1554–1558 erbaut und befindet sich noch heute im städtischen Besitz. Erwähnenswert sind die Mauern und Eingänge der Gebäude: unverputzte Backsteine, die Rundungen der Eingänge sind mit gedrehten Steinen geschmückt. Von jedem Eingang ging nach links und rechts je eine Wohnung ab; die Namen der Diener sind in je einem Medaillon über der Tür vermerkt.

| Lage                                                  | Bezeichnung      | Beschreibung | ID       | Bild |
| ----------------------------------------------------- | ---------------- | --- | -------- | ---- |
| Reitende-Diener-Straße 1 53° 15′ 4″ N, 10° 24′ 23″ O  | Wohnhaus         | | 30668296 |      |
| Reitende-Diener-Straße 2 53° 15′ 4″ N, 10° 24′ 23″ O  | Wohnhaus         | | 30668319 |      |
| Reitende-Diener-Straße 3 53° 15′ 5″ N, 10° 24′ 23″ O  | Wohnhaus         | | 30653145 |      |
| Reitende-Diener-Straße 4 53° 15′ 5″ N, 10° 24′ 23″ O  | Wohnhaus         | | 30668156 |      |
| Reitende-Diener-Straße 5 53° 15′ 5″ N, 10° 24′ 24″ O  | Wohnhaus         | | 30653170 |      |
| Reitende-Diener-Straße 6 53° 15′ 5″ N, 10° 24′ 24″ O  | Wohnhaus         | | 30653195 |      |
| Reitende-Diener-Straße 7 53° 15′ 6″ N, 10° 24′ 24″ O  | Gefängnis        | | 30668179 |      |
| Reitende-Diener-Straße 8b 53° 15′ 6″ N, 10° 24′ 23″ O | Wirtschaftstrakt | | 30668226 |      |
| Reitende-Diener-Straße 8a 53° 15′ 5″ N, 10° 24′ 23″ O | Wohnhaus         | | 30668202 |      |
| Reitende-Diener-Straße 9 53° 15′ 5″ N, 10° 24′ 23″ O  | Reihenhaus       | Neun aneinandergereihte, traufständige, zweigeschossige Reihenhäuser, massive Backsteinbauten, Türen und Stichbogenblenden des Obergeschosses sowie Fries und Wappenmedaillons (Nr. 10–16) mit Taustäben, Satteldächer teils mit Ladeluken, errichtet ab 1554 (i) für die Reitenden Diener mittels Stiftung des Bürgermeisters Hinrich Garlop. Einzigartig im Fassadenschmuck Lüneburgs die Wappenschilde von 1555 an den Häusern Nr. 9 und Nr. 17 mit Wappen von Sohn (Garlop-Semmelbecker) und Schwiegersohn (Witzendorff-Garlop) mit Ehefrauen und Zitaten von Euripides und Thukydides. 1971–1977 umfassend saniert und teils verändert, u.a. Innenhofbebauung abgebrochen, Rückfronten begradiert und Grundrisse angepasst. Im Inneren bauzeitliche Farbbefunde mit schwarzem Sichtfachwerk mit Eckblumen erhalten und restauriert. | 30653215 |      |
| Reitende-Diener-Straße 10 53° 15′ 5″ N, 10° 24′ 22″ O | Reihenhaus       | | 30668250 |      |
| Reitende-Diener-Straße 11 53° 15′ 4″ N, 10° 24′ 22″ O | Reihenhaus       | | 30653240 |      |
| Reitende-Diener-Straße 12 53° 15′ 4″ N, 10° 24′ 22″ O | Reihenhaus       | | 30668273 |      |
| Reitende-Diener-Straße 13 53° 15′ 4″ N, 10° 24′ 22″ O | Reihenhaus       | | 30653265 |      |
| Reitende-Diener-Straße 14 53° 15′ 4″ N, 10° 24′ 22″ O | Reihenhaus       | | 30672649 |      |
| Reitende-Diener-Straße 15 53° 15′ 4″ N, 10° 24′ 22″ O | Reihenhaus       | | 30653290 |      |
| Reitende-Diener-Straße 16 53° 15′ 3″ N, 10° 24′ 22″ O | Reihenhaus       | | 30672672 |      |
| Reitende-Diener-Straße 17 53° 15′ 3″ N, 10° 24′ 22″ O | Reihenhaus       | | 30653315 |      |